# Chaleco de parches

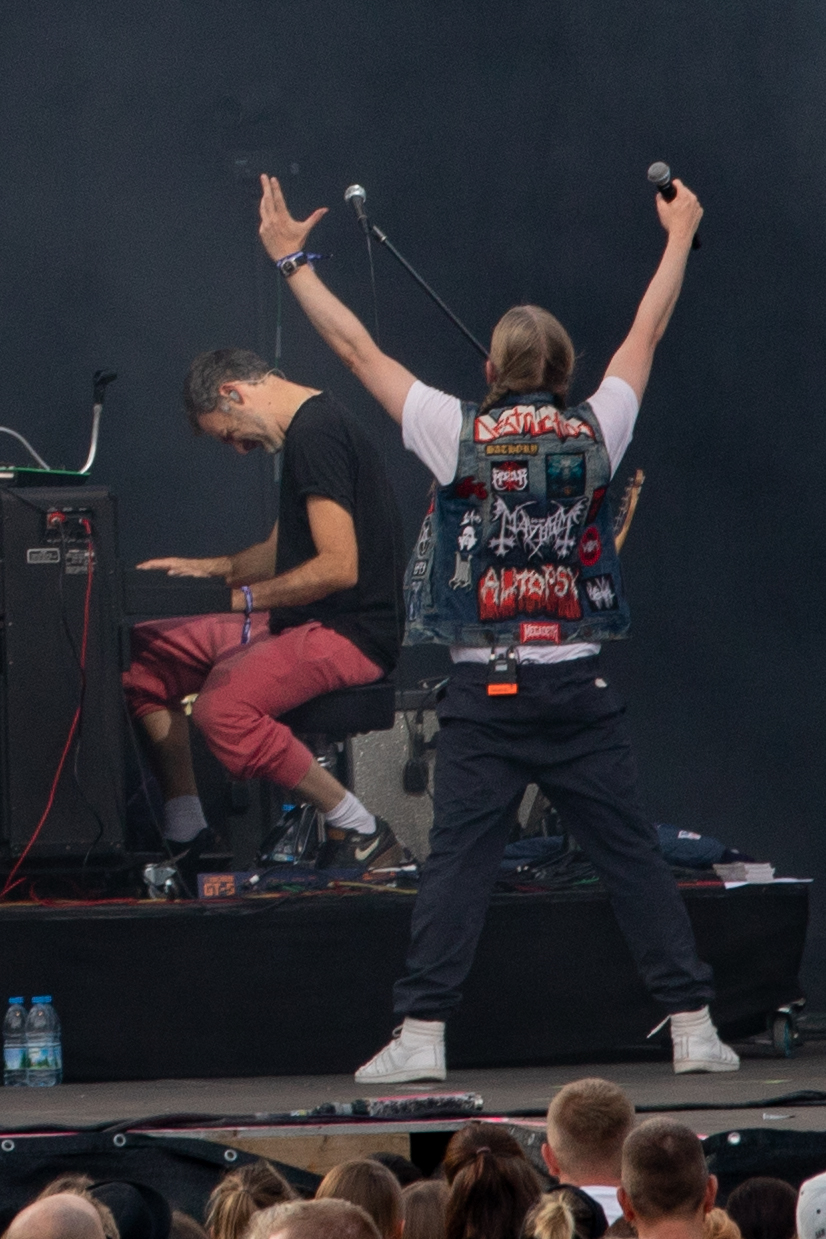
Un chaleco de parches

Un chaleco de parches, también conocido como patch jacket, battle jacket o patch vest es una indumentaria típica en la cultura del hard rock, heavy metal y punk. Consiste en una chaqueta o chaleco decorado con parches de tela, generalmente con el logotipo de bandas pertenecientes a dichas corrientes musicales, usadas para rendir tributo y mostrar admiración por las agrupaciones musicales del gusto de cada individuo.
Generalmente es utilizado en prendas de tela sin mangas, que pueden venir así de fábrica o ser arrancadas a propósito. La estampa de los parches se realiza usualmente de manera irregular, para que estos puedan ser removidos o reubicados con facilidad, en caso de querer agregar nuevos o retirar los viejos. La prenda no solamente se decora con parches, usualmente también lleva chapas y botones que cumplen con el mismo propósito. En ocasiones también se la decora con taches y otros objetos metálicos para hacer énfasis en el gusto por el género musical.

## Historia
Aunque se puede hablar de parches bordados con una función identificativa en la indumentaria militar durante el siglo XIX, el uso de parches en chaquetas y chalecos como accesorio se remonta a la década de los 40, en plena época de la Segunda Guerra Mundial, donde los miembros de la fuerza aérea estampaban insignias en sus chaquetas de cuero para indicar reconocimientos, así como el rango y el escuadrón al que pertenecían. Finalizada la guerra en 1945, era común que muchos excombatientes forjaran amistad con varios de sus compañeros y no se hallaran cómodos en la vida civil luego de meses en combate, lo que abrió camino al nacimiento de los clubes de motociclistas. Originalmente se estampaban logotipos en la espalda y pecho para demostrar la pertenencia a dicho club, cada parche tenía un estilo que correspondía al rango de cada miembro y simbolizaban la élite en su comunidad, su territorio, el club al que pertenecían, su locación y su postura frente a vivir "fuera de la ley".
En la década de los 80 en pleno auge del heavy metal y el punk, muchos jóvenes rescataron la identidad de una vida sin reglas reflejada en la actitud de los motoristas, solo que en lugar de estampar parches de clubes, comenzaron a utilizar parches de sus bandas favoritas de aquel entonces, quienes compartían sus ideales y con quienes se sentían identificados.

## Actualidad
Esta tradición ganó fuerza con el paso de los años, convirtiéndose en una muestra de identidad para muchos admiradores de todas las edades. Aunque existen parches de todo tipo de estilos musicales, es especialmente común encontrar chalecos con bandas pertenecientes a la corriente del thrash metal, death metal y otros géneros más extremos, sobre todo en la generación actual donde éstos estilos son los más frecuentados por los jóvenes, en contraste con los admiradores y músicos más veteranos quienes en ocasiones portan parches pertenecientes a los movimientos que los influyeron a ellos, tal es el caso de James Hetfield, cuyos chalecos están casi enteramente cubiertos por parches de bandas pertenecientes al NWOBHM, junto a algunas de hardcore punk y doom metal.